# Kegyelem (jog)
Számos országban, így Magyarországon is, a  köztársasági elnök egyik jogosítványa, hogy egyéni kegyelemi eljárás lefolytatása után egyéni kegyelmet gyakorolhat vagy a kérelmet elutasíthatja.  

## Fajtái

### Eljárási kegyelem
Erre a büntetőeljárás jogerős befejezéséig van mód. A kérelmet eljáró hatóságnál (ügyészségnél, a vádirat benyújtását követően a bíróságnál) lehet benyújtani.

### Végrehajtási kegyelem
Erre az ítélet jogerőre emelkedését követően van mód. A fő- és mellékbüntetés, a próbára bocsátás, vagy a javítóintézeti nevelés elengedésére, vagy mérséklésére irányuló kérelmet az első fokon eljáró bíróságnál lehet benyújtani.
Egyéb intézkedés (pl. kényszergyógykezelés, vagyonelkobzás) elengedésére, vagy mérséklésére, illetve már végrehajtott büntetés vagy intézkedés utólagos elengedésére nincs mód.
A végrehajtási kegyelem önmagában nem eredményez mentesítést is, külön rendelkezés hiányában a büntetőjogi következmények az eredeti ítélethez igazodnak.

### Mentesítési kegyelem
A mentesítés a büntetett előélettel együtt járó hátrányok megszüntetését jelenti. Erre az ítélet jogerőre emelkedése után van mód. A kérelmet az első fokon eljáró bíróságnál lehet benyújtani.
A végrehajtási kegyelem csak akkor eredményez mentesítést is, ha erre a kegyelmi határozat külön kitér.

## Története
A mai köztársasági elnöki kegyelmezési jog a királyi kegyelmezési jogából ered, ami a monarchia idején az uralkodó egyik legfontosabb joga volt. Ez a kegyelmi jog lehetővé tette a király számára, hogy ítéleteket változtasson meg vagy büntetéseket enyhítsen, vagy akár eljárásokat is megszüntessen. 

## A kegyelmi eljárás

### A kérelmező
Kérelmet a terhelt, védője, fiatalkorú esetén törvényes képviselője, valamint a terhelt hozzátartozója nyújthat be.
A kegyelmi eljárás illetékmentes, ha a kérelmet a terhelt vagy védője nyújtja be.

### A kérelem benyújtása
Az egyéni kegyelmi kérvény benyújtása nincs semmilyen törvényi feltételhez kötve.
A kérvényt nem közvetlenül a köztársasági elnöknél kell beadni: azt a vádirat benyújtásáig a legfőbb ügyész, minden egyéb esetben az igazságügyi miniszter továbbítja (támogatásuk esetén előterjesztéssel a kegyelmi döntés iránt) a köztársasági elnök felé.
A kérelemnek nincs halasztó hatálya az eljárásra, végrehajtási kegyelem esetén viszont az igazságügyi miniszter elrendelheti a végrehajtás elhalasztását vagy félbeszakítását.
2014 óta a tényleges életfogytiglani szabadságvesztés esetén ún. kötelező kegyelmi eljárást kell lefolytatni, ha az elítélt már 40 évet letöltött. Ilyenkor egy bírókból álló bizottság vizsgálja meg a szabadságra bocsátás feltételeit, és javaslatukkal megegyezően a kegyelmi kérvényt az igazságügyminiszternek be kell nyújtania az államfőhöz. (Mivel az első ilyen ítélet 2000 áprilisában vált jogerőssé, ezért a gyakorlatban még nem fordult elő.)

### A kérelem elbírálása
A köztársasági elnököt az elbírálás során semmilyen feltétel nem köti, a határozatát pedig nem köteles indokolnia.
A köztársasági elnök határozata akkor válik érvényessé, ha azt az igazságügyi miniszter ellenjegyzi.

## Kegyelmi kérvényt benyújtó és kegyelmet kapott elítéltek
Az eljárási kegyelmek nem szerepelnek a táblázatban.
| év   | kérelmezők száma | kegyelmet kapott | arány  | megjegyzés                                                    |
| ---- | ---------------- | ---------------- | ------ | ------------------------------------------------------------- |
| 2022 | 173              | 6                | 3,47%  | Áder János elnöksége alatt, május 30-ig                       |
| 2021 | 464              | 14               | 3,02%  |                                                               |
| 2020 | 465              | 13               | 2,80%  |                                                               |
| 2019 | 508              | 8                | 1,57%  |                                                               |
| 2018 | 456              | 4                | 0,88%  | Legkevesebb benyújtott kérelem                                |
| 2017 | 673              | 11               | 1,63%  |                                                               |
| 2016 | 495              | 22               | 4,44%  | Áder János legnagyobb pozitív elbírálási aránya               |
| 2015 | 816              | 24               | 2,94%  |                                                               |
| 2014 | 753              | 4                | 0,53%  | Legkisebb pozitív elbírálási arány (Áder János)               |
| 2013 | 988              | 12               | 1,21%  |                                                               |
| 2012 | 556              | 8                | 1,44%  | 2012. április 2-ig Schmitt Pál, 2012. május 10-től Áder János |
| 2011 | 951              | 16               | 1,68%  |                                                               |
| 2010 | 871              | 5                | 0,57%  | 2010. augusztus 5-ig Sólyom László, utána Schmitt Pál         |
| 2009 | 911              | 17               | 1,87%  |                                                               |
| 2008 | 799              | 27               | 3,38%  | Sólyom László legnagyobb pozitív elbírálási aránya            |
| 2007 | 1378             | 23               | 1,67%  |                                                               |
| 2006 | 1169             | 23               | 1,97%  |                                                               |
| 2005 | 1339             | 23               | 1,72%  | 2005. augusztus 4-ig Mádl Ferenc, utána Sólyom László         |
| 2004 | 1266             | 41               | 3,24%  | Mádl Ferenc legnagyobb pozitív elbírálási aránya              |
| 2003 | 1223             | 36               | 2,94%  |                                                               |
| 2002 | 1150             | 24               | 2,09%  |                                                               |
| 2001 | 1034             | 13               | 1,25%  | Mádl Ferenc legkisebb pozitív elbírálási aránya               |
| 2000 | 1031             | 26               | 2,52%  | 2000. augusztus 3-ig Göncz Árpád, utána Mádl Ferenc           |
| 1999 | 713              | 29               | 4,06%  |                                                               |
| 1998 | n/a              | n/a              | n/a    |                                                               |
| 1997 | 861              | 57               | 6,62%  |                                                               |
| 1996 | 935              | 47               | 5,02%  |                                                               |
| 1995 | 1032             | 128              | 12,40% |                                                               |
| 1994 | 792              | 98               | 12,37% |                                                               |
| 1993 | 954              | 113              | 11,80% |                                                               |
| 1992 | 1304             | 133              | 10,19% |                                                               |
| 1991 | 1641             | 277              | 16,87% | Legnagyobb számú benyújtott kérelem                           |
| 1990 | 1373             | 307              | 22,35% | Legnagyobb pozitív elbírálási arány (Göncz Árpád)             |

## Ismertebb kegyelmi ügyek
- Az első kegyelmet Göncz Árpád adta 1990 május 4-én egy 1989 áprilisában jóváhagyott halálos ítéletben, amely során azt életfogytiglanra változtatta.[4] (A halálbüntetést az Alkotmánybíróság 1990 októberében nyilvánította alkotmányellenesnek: 23/1990. (X. 31.) AB határozat)
- Binder Györgyi (1996, 1993 szeptemberében vízbe fojtotta 11 éves, gyógyíthatatlan betegségben szenvedő kislányát, amiért 2 év letöltendőre ítélték.)[5]
- Farkas Flórián (1998 márciusában Göncz Árpád adott kegyelmet az akkori Országos Cigány Kisebbségi Önkormányzat elnöke elleni gazdasági bűncselekmények miatt indított eljárás során, a már kitűzött bírósági tárgyalás elmaradt. Ez az egyetlen eddig ismert (2022) eljárási kegyelem.)[1]
- Gáspár Zsolt (1998-ban egy 1995-ben elkövetett halálos gázolás ügyében kapott kegyelmet.)
- Kunos Péter (1998-ban Göncz Árpád kegyelmet adott a 11 rendbeli vesztegetés miatt két év börtönre ítélt egykori Agrobank Rt. vezérigazgatójának, de Dávid Ibolya akkori igazságügyi miniszter nem ellenjegyezte, így nem lépett érvénybe.)[1]
- Simek Kitty (2005)
- Zalatnay Sarolta (elutasította Mádl Ferenc és Sólyom László is)
- Geréb Ágnes (2018, Schmitt Pál elutasította, ahogy először Áder János is, de másodjára megadta neki a végrehajtási kegyelmet.)
- Veres Margit (2018, Balmazújváros korábbi polgármesterét vesztegetés elfogadása miatt ítélték letöltendő börtönbüntetésre, de évekig szabadlábon várhatta ki, amíg Áder János kegyelmet adott neki nem sokkal leköszönése előtt.)[6]
- Budaházy György (2023)[7]
- Kónya Endre (2023)[8]